# Comte Jellicoe
Pour les articles homonymes, voir Jellicoe.

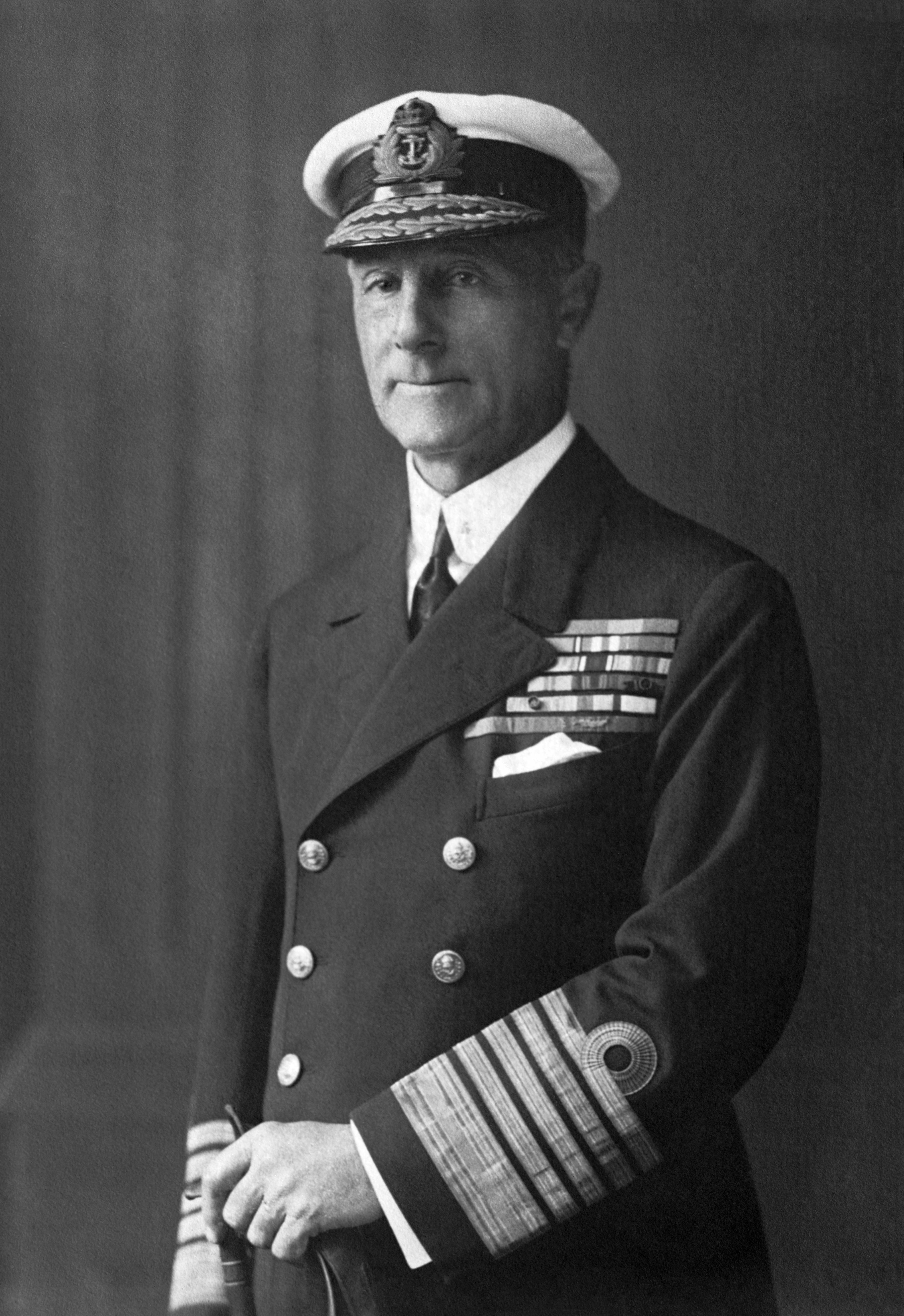
Amiral John Jellicoe (5 Decembre 1859 – 20 Novembre 1935). Portant l'uniforme d'Amiral de la flotte.

Comte Jellicoe est un Titre de la pairie du Royaume-Uni. Il a été créé, avec le titre subsidiaire de vicomte Brocas, de Southampton dans le comté de Southampton, le 29 juin 1925 en faveur de l'amiral de la flotte John Jellicoe, à son retour de Nouvelle-Zélande, où il était gouverneur-général, à titre héréditaire en faveur de sa descendance mâle directe. Il a également été nommé vicomte Jellicoe, de Scapa Flow, dans le comté des Orcades, le 15 janvier 1918, titre héréditaire en faveur de ses héritiers directs mâles et, à défaut, de sa fille aînée et de ses héritiers directs mâles, avec la possibilité, à défaut, de transmettre le titre à n'importe laquelle de ses autres filles dans l'ordre de naissance et à leurs héritiers mâles directs.
Vicomte Brocas est le Titre de courtoisie utilisé pour désigner le fils aîné et héritier du comte Jellicoe. Il a été choisi en raison du fait que la grand-mère de l'amiral Jellicoe, Jane Elizabeth, fille de Sir James Whalley-Smythe-Gardiner, 2e baronnet de Roche Court (Fareham), descendait de Lady Jane Brocas of Beaurepaire of Roche Court (née en 1641), épouse en premières noces de Sir William Gardiner (Baronet of Roche Court jure uxoris). La famille de Brocas of Beaurepaire of Roche Court est originaire de Gascogne au service des Plantagenêt pendant la Guerre de Cent-ans. Elle se fixa au début du XIVe siècle en Angleterre. Elle était une des plus anciennes familles de la noblesse du Hampshire.
Le titre de Lord Jellicoe passe à son fils unique, le second dans l'ordre des titres. Ce dernier est un ancien homme politique conservateur qui a été Premier Lord de l'Amirauté de 1963 à 1964, Lord Privy Seal et leader à la Chambre des lords de 1970 à 1972. En 1999, il obtient la pairie à vie comme baron Jellicoe de Southampton, de Southampton, dans le Hampshire, et demeure membre de la Chambre des lords, en dépit de la House of Lords Act 1999 (|Loi sur la Chambre des lords) qui abolit le droit automatique octroyé aux pairs héréditaires de siéger dans cette chambre parlementaire. Avant sa mort en 2007, le deuxième comte Jellicoe était le plus ancien membre de la Chambre des lords et le plus ancien parlementaire au monde, ayant siégé depuis 1939.
Le siège de la famille est Tidcombe Manor, près de Pewsey, dans le Wiltshire.

## Comte Jellicoe (1925)
- 1925-1935 : John Jellicoe (1859-1935).
- 1935-2007 : George Jellicoe (1918-2007). Fils du précédent.
- depuis 2007 : Patrick John Bernard Jellicoe (né en 1950). Fils du précédent.

L'héritier présomptif est actuellement le jeune frère de l'actuel comte, Nicholas Charles Jellicoe (né en 1953).

## Sources
- G.E. Cokayne, The Complete Peerage, enlarged, révisé et édité par H. A. Doubleday et Lord Howard de Walden. St. Catherine Press Ltd., 1940.
- Martin Burrows. The Family of Brocas of Beaurepaire and Roche Court, Londres, 1886.
- Max M. Reese. The Royal Office of Master of the Horse. Threshold Books, 1976.
- Amiral Sir R. H. Bacon, The Life of John Rushworth, Earl Jellicoe, G.C.B., O.M., G.C.V.O, L.L.D., D.C.L., Cassel, Londres, Toronto, Melbourne et Sydney, 1936.
- Charles Kidd, David Williamson (dir.), Debrett's Peerage and Baronetage, New York, St Martin's Press, 1990.
- Page de la pairie de Leigh Rayment
- Page de la pairie de David Beamish